# Талија (нимфа)
Талија је у грчкој митологији била кћерка бога Хефеста. Била нимфа планине Етне на Сицилији. Зевс ју је волио, али је она, плашећи се Хериног гњева, затражила да је сакрије испод земље. Тамо је родила богове близанце сицилијанских гејзира, познате под именом Палици.

## Извор
- http://www.theoi.com/Nymphe/NympheThaleia.html